# Anne Willan
Anne Willan, född 26 januari 1938 i Newcastle upon Tyne, är en brittisk kock och matskribent som är grundare av restaurangskolan Ecole de Cuisine La Varenne i Paris. Willan har mer än 35 års erfarenhet som lärare i matlagning, kokboksförfattare och krönikör.
Hennes böcker har översatts till mer än 18 språk, och "Kokkonsten", i original "La Varenne Pratique", som sålts i över en halv miljon exemplar på olika språk, finns även på svenska.